# Полынников, Александр Николаевич
Алекса́ндр Никола́евич Полы́нников (3 июня 1941, село Чистенькое, Симферопольский район, Крымская АССР — 8 сентября 2022, Москва) — советский и российский кинооператор, кинорежиссёр, сценарист и продюсер. Лауреат Государственной премии СССР 1982 года.

## Биография
В детстве занимался в театральном кружке и уже тогда решил связать свою жизнь с кинематографом. С 1967 года стал работать оператором-постановщиком на Одесской киностудии. В 1968 году окончил операторский факультет ВГИКа (мастерская Л. Косматова). Один из первых фильмов, в котором Полынников трудился ассистентом оператора, был «Короткие встречи» Киры Муратовой. В полнометражном кино дебютировал в приключенческом фильме Георгия Юнгвальд-Хилькевича «Внимание, цунами!» в качестве оператора-постановщика. Это была картина о военных моряках, которые служат на заброшенном посту в Тихом океане. Впоследствии Юнгвальд-Хилькевич сотрудничал с Полынниковым ещё на трёх своих картинах — «Дерзость» (1971), «Туфли с золотыми пряжками» (1976) и «Д’Артаньян и три мушкетера» (1978). Основной в своей операторской карьере Александр Николаевич считал картину Петра Тодоровского «Городской романс» (1970). В 1982 году за операторскую работу на телевизионном фильме Константина Бромберга «Приключения Электроника» (1979) он был удостоен Государственной премии СССР.
В 1981 году Александр Полынников дебютировал как кинорежиссёр, сняв совместно с Виктором Макаровым музыкальную романтическую комедию «Берегите женщин», в которой состоялся дебют в кино Юрия Антонова в качестве композитора и певца. Привлечь к работе над картиной Антонова посоветовал Полынникову его старший коллега Георгий Юнгвальд-Хилькевич. В начале 1990-х годов Полынников стал одним из первопроходцев в жанре эротического кино на советском экране. Его фильм «Обнажённая в шляпе» стал крупнейшим прокатным событием 1992 года. Затем последовали «Идеальная пара» (1992), где Александр Николаевич раскрыл народонаселению глаза на такое экзотическое явление, как свингеры (которое, как оказалось, могло иметь место и в жизни россиян), а также «Страсти по Анжелике» (1993) и «Мужчина лёгкого поведения» (1994). В 1995 году за четырнадцать дней Полынников снял лёгкую комедию «Клюква в сахаре» с Сергеем Шакуровым, Михаилом Боярским и Ириной Мирошниченко в главных ролях. Неплохая судьба сложилась у его комедийного боевика «Тонкая штучка» (1999) по сценарию Аркадия Инина. Фильм участвовал в кинофестивалях, награды получили Александра Захарова, Игорь Бочкин, Аркадий Инин. Затем режиссёр работал над несколькими российскими телесериалами, в том числе «Возвращение Мухтара».
Жил и работал в Москве.
Скончался 8 сентября 2022 года от рака. Прощание с кинодеятелем состоялось 12 сентября 2022 года в ритуальном зале на Хованском кладбище. Согласно завещанию, прах Полынникова будет развеян над могилами его родных в Крыму.

## Семья
- Жена (с 1987 года) — Анна Назарьева (р. 1969), актриса[8].

## Фильмография
| 1967 | У моря, где мы играли                           |           | зелёная ✓ |           |           |
| 1969 | Внимание, цунами!                               |           | зелёная ✓ |           |           |
| 1970 | Городской романс                                |           | зелёная ✓ |           |           |
| 1971 | Дерзость                                        |           | зелёная ✓ |           |           |
| 1972 | Юлька                                           |           | зелёная ✓ |           |           |
| 1973 | Ринг                                            |           | зелёная ✓ |           |           |
| 1974 | Ответная мера                                   |           | зелёная ✓ |           |           |
| 1975 | Ар-хи-ме-ды!                                    |           | зелёная ✓ |           |           |
| 1976 | Туфли с золотыми пряжками                       |           | зелёная ✓ |           |           |
| 1977 | Свидетельство о бедности                        |           | зелёная ✓ |           |           |
| 1978 | Д'Артаньян и три мушкетёра                      |           | зелёная ✓ |           |           |
| 1979 | Приключения Электроника                         |           | зелёная ✓ |           |           |
| 1981 | Берегите женщин                                 | зелёная ✓ | зелёная ✓ |           |           |
| 1982 | Просто ужас!                                    | зелёная ✓ |           |           |           |
| 1985 | Поживём — увидим                                | зелёная ✓ |           |           |           |
| 1986 | Повод                                           | зелёная ✓ |           |           |           |
| 1988 | Приморский бульвар                              | зелёная ✓ |           |           |           |
| 1989 | Возьми меня с собой                             | зелёная ✓ |           |           |           |
| 1990 | День любви                                      | зелёная ✓ |           |           |           |
| 1991 | Обнажённая в шляпе                              | зелёная ✓ |           |           |           |
| 1992 | Идеальная пара                                  | зелёная ✓ |           | зелёная ✓ |           |
| 1993 | Кумпарсита                                      | зелёная ✓ |           | зелёная ✓ |           |
| 1993 | Страсти по Анжелике                             | зелёная ✓ |           |           |           |
| 1994 | Мужчина лёгкого поведения                       | зелёная ✓ |           |           |           |
| 1996 | Клюква в сахаре                                 | зелёная ✓ |           |           |           |
| 1996 | Поживём — увидим                                | зелёная ✓ |           |           |           |
| 1997 | Грешная любовь                                  | зелёная ✓ |           |           |           |
| 1999 | Тонкая штучка                                   | зелёная ✓ |           |           |           |
| 2000 | Салон красоты                                   | зелёная ✓ |           |           |           |
| 2002 | Комедийный коктейль                             | зелёная ✓ |           | зелёная ✓ |           |
| 2002 | Дружная семейка                                 | зелёная ✓ |           |           |           |
| 2003 | Возвращение Мухтара                             | зелёная ✓ |           |           |           |
| 2005 | Мальчишник, или Большой секс в маленьком городе | зелёная ✓ |           |           |           |
| 2006 | Женские истории                                 |           |           |           | зелёная ✓ |
| 2006 | Последний приказ Генерала                       |           |           |           | зелёная ✓ |
| 2007 | Белка в колесе                                  |           |           |           | зелёная ✓ |
| 2007 | Грустная дама червей                            |           |           |           | зелёная ✓ |
| 2008 | Осенний детектив                                |           |           |           | зелёная ✓ |
| 2009 | Кармелита. Цыганская страсть                    |           | зелёная ✓ |           |           |
| 2012 | Чай с бергамотом                                |           |           | зелёная ✓ | зелёная ✓ |
| 2013 | Везёт же людям!                                 | зелёная ✓ |           |           |           |
| 2016 | Крёстная                                        | зелёная ✓ |           |           |           |

## Награды и звания
- 1982 — Государственная премия СССР за операторскую работу на фильме «Приключения Электроника»[3].